# Raasean Davis
Raasean Davis (Dallas, Georgia, Estados Unidos, 13 de marzo de 1996) es un baloncestista estadounidense que se desempeña como ala pívot en el Instituto Atlético Central Córdoba de la Liga Nacional de Básquet de Argentina.

## Trayectoria

### Universidades
| Club                          | País           | Clase     | Año         |
| ----------------------------- | -------------- | --------- | ----------- |
| Kent State Golden Flashes     | Estados Unidos | Freshman  | 2015 - 2016 |
| Kent State Golden Flashes     | Estados Unidos | Sophomore | 2016 - 2017 |
| North Carolina Central Eagles | Estados Unidos | Junior    | 2017 - 2018 |
| North Carolina Central Eagles | Estados Unidos | Senior    | 2018 - 2019 |

### Clubes
| Club      | País      | Año             |
| --------- | --------- | --------------- |
| Instituto | Argentina | 2019 - Presente |